# U-Bahnhof Poccistraße
Der U-Bahnhof Poccistraße der U-Bahn München wurde am 28. Mai 1978 eröffnet. Der Bahnhof liegt unter der Lindwurmstraße, von der die nach Franz Graf von Pocci benannte Poccistraße abzweigt.
Der Bahnhof besitzt zwei mit gelben Mosaiksteinen besetzte Säulenreihen. Die Decke über den Gleisen ist oben halbrund und besteht aus Beton. Die Hintergleiswände sind mit silbernen asbesthaltigen Eternit-Platten verkleidet. Die Decke über dem mit Isarkiesel-Motiv ausgelegten Bahnsteig bestand ebenfalls aus Asbest-Faserzementplatten, die weiß gestrichen und halbrund geformt waren. An den oberen Säulenenden ist ein Querträger auch aus Beton, an dessen Seiten die Beleuchtung befestigt ist. Am südwestlichen Ende erreicht man über ein Sperrengeschoss mit einem Bäcker die Lindwurmstraße nahe der Ruppertstraße. Am anderen Ende ist ebenfalls über ein Sperrengeschoss die Lindwurmstraße zu erreichen.
Der Bahnhof wurde nachträglich zwischen den bereits bestehenden und in Betrieb befindlichen Tunneln eingebaut. Er konnte nicht sofort beim Bau der Strecke mitgebaut werden, da dort ursprünglich eine Stadtautobahn vorgesehen war, deren Planung aber verworfen wurde. Anfänglich bestand Anschluss zum Bahnhof München Süd, an dem jedoch nur wenige Regionalzüge hielten, bis 1985 der Personenverkehr ganz eingestellt wurde.
Am 6. Mai 2010 wurden die Fallblattanzeigen am Bahnsteig durch neue, modernere Bildschirme ersetzt, die an U-Bahnhöfen wie z. B. Marienplatz oder Sendlinger Tor bereits seit längerem im Einsatz sind.
Im Frühjahr 2016 wurde die Deckenverkleidung entfernt. Dabei wurde eine Deckenabsenkung von 3,9 cm festgestellt. Die Deckenhöhe unterliegt seitdem einer täglichen Überwachung. Eine Vollsperrung der U-Bahn bei weiterer Absenkung kann nicht mehr ausgeschlossen werden.
Im Rahmen der Planungen zur U9-Spange wird überlegt den Bahnhof mit der Station Implerstraße in einem Neubau zusammenzulegen.

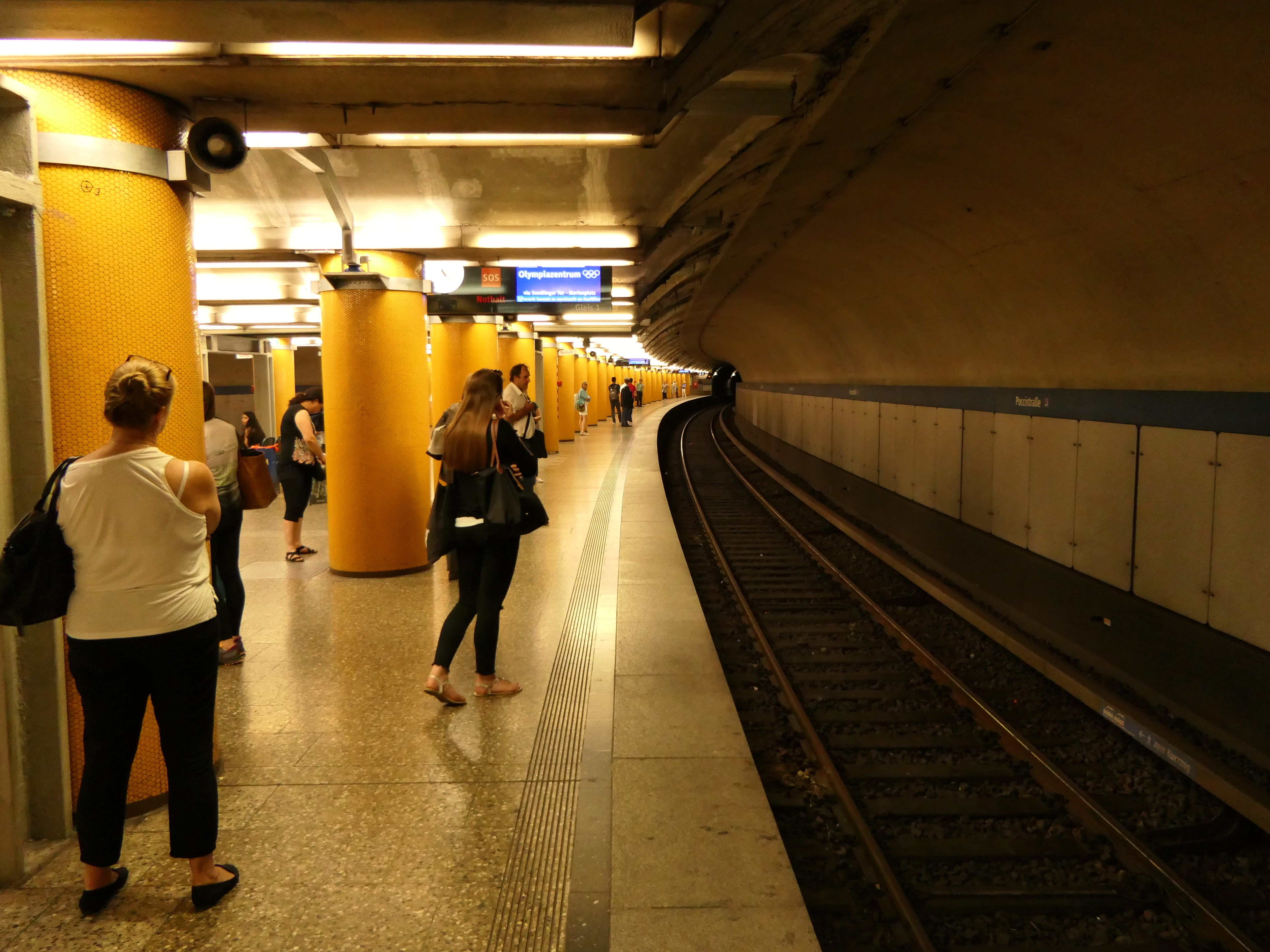
Bahnsteigebene 2018
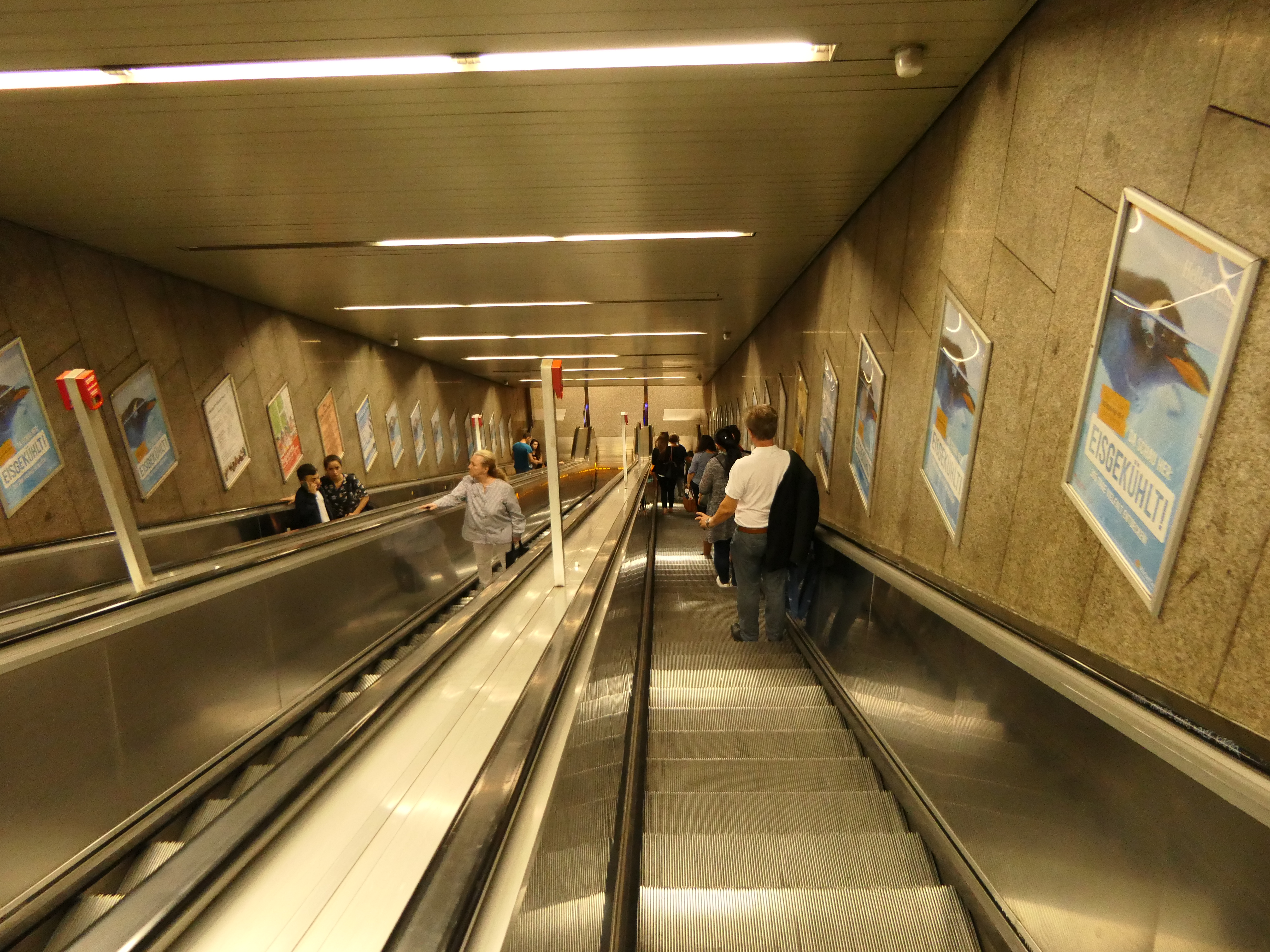
Dreispurige Fahrtreppenanlage
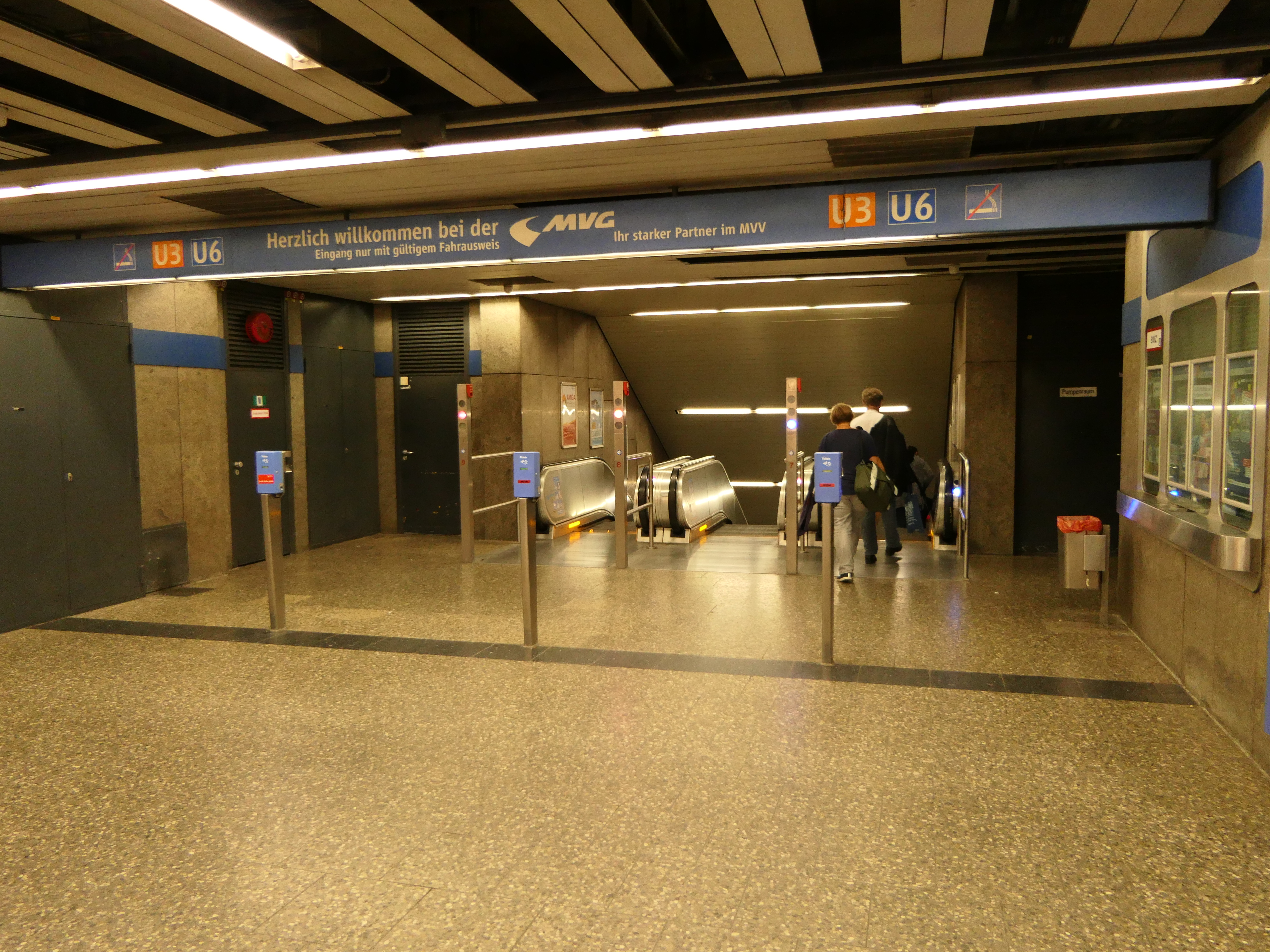
Abgang von der Verteilerebene zur Bahnsteigebene
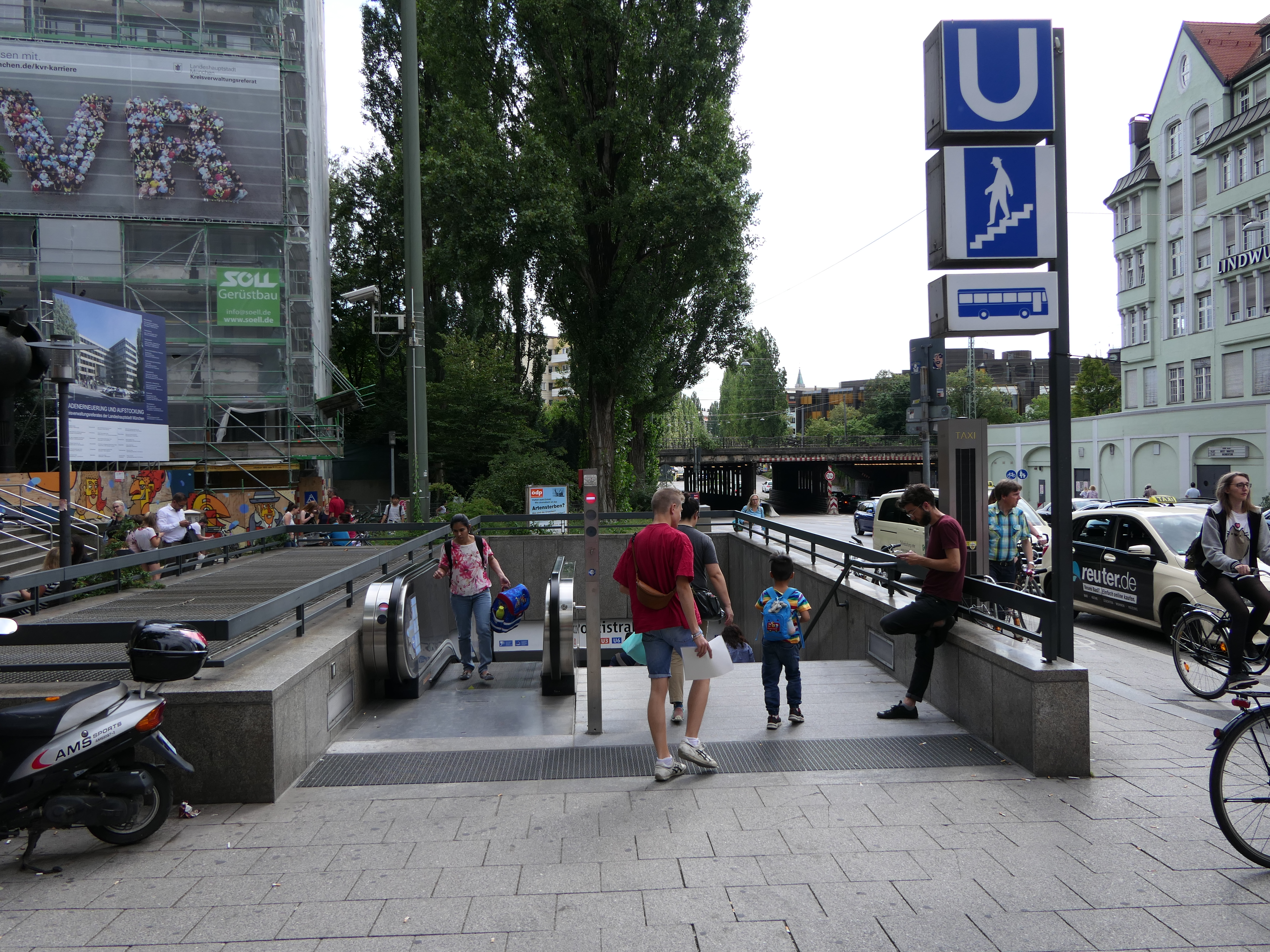
Zugang an der Oberfläche

| Linie | Linienverlauf |
| ----- | --- |
| U3    | Moosach – (797 m) – Moosacher St.-Martins-Platz – (880 m) – Olympia-Einkaufszentrum – (1416 m) – Oberwiesenfeld – (1061 m) – Olympiazentrum – (944 m) – Petuelring – (832 m) – Scheidplatz – (793 m) – Bonner Platz – (1042 m) – Münchner Freiheit – (579 m) – Giselastraße – (744 m) – Universität – (788 m) – Odeonsplatz – (640 m) – Marienplatz – (884 m) – Sendlinger Tor – (843 m) – Goetheplatz – (677 m) – Poccistraße – (624 m) – Implerstraße – (849 m) – Brudermühlstraße – (1149 m) – Thalkirchen – (1129 m) – Obersendling – (785 m) – Aidenbachstraße – (782 m) – Machtlfinger Straße – (1195 m) – Forstenrieder Allee – (808 m) – Basler Straße – (936 m) – Fürstenried West |
| U6    | Garching-Forschungszentrum – (2560 m) – Garching – (1827 m) – Garching-Hochbrück – (4208 m) – Fröttmaning – (830 m) – Kieferngarten – (1431 m) – Freimann – (1087 m) – Studentenstadt – (660 m) – Alte Heide – (740 m) – Nordfriedhof – (813 m) – Dietlindenstraße – (712 m) – Münchner Freiheit – (579 m) – Giselastraße – (744 m) – Universität – (788 m) – Odeonsplatz – (640 m) – Marienplatz – (884 m) – Sendlinger Tor – (843 m) – Goetheplatz – (677 m) – Poccistraße – (624 m) – Implerstraße – (1236 m) – Harras – (837 m) – Partnachplatz – (760 m) – Westpark – (1084 m) – Holzapfelkreuth – (1050 m) – Haderner Stern – (1097 m) – Großhadern – (731 m) – Klinikum Großhadern   |